# Jacques Brunel
Jacques Brunel (Courrensan, 14 de enero de 1954) es un entrenador y exjugador francés de rugby que se desempeñaba como fullback.

## Carrera

### Italia
En noviembre de 2011 Brunel asumió como entrenador de la Azzurri en reemplazo de Nick Mallett. En el Torneo de las Seis Naciones 2012 el equipo ganó contra el XV del Cardo, vencieron a Francia e Irlanda en el Torneo de las Seis Naciones 2013 y consiguió otra victoria ante Escocia en el Torneo de las Seis Naciones 2015.
En noviembre de 2013 la Azzurri venció a Fiyi.
| Mundial                       | Sede       | Resultado      | PJ | PG | PP | +/-Pts |
| ----------------------------- | ---------- | -------------- | -- | -- | -- | ------ |
| Copa Mundial de Rugby de 2015 | Inglaterra | Fase de grupos | 4  | 2  | 2  | –14    |

### Francia
En diciembre de 2017 Bernard Laporte el presidente de la Federación Francesa de Rugby, anunció que debido a los malos resultados, Guy Novès fue despedido y que Brunel sería el nuevo entrenador del seleccionado.
| Mundial                       | Sede  | Resultado        | PJ | PG | PE | PP | +/-Pts |
| ----------------------------- | ----- | ---------------- | -- | -- | -- | -- | ------ |
| Copa Mundial de Rugby de 2019 | Japón | Cuartos de final | 5  | 3  | 1  | 1  | 27     |

## Palmarés
- Campeón de la Copa Desafío Europeo de 1997–98 y 1999–00.
- Campeón del Top 14 de 2008–09.